# دان مافيي
دان مافيي (بالإنجليزية: Dan Maffei)‏ هو مسير أعمال وصحفي وسياسي أمريكي، ولد في 4 يوليو 1968 في الولايات المتحدة. حزبياً، نشط في الحزب الديمقراطي. في انتخابات مجلس النواب الأمريكي 2008 ‏، انتخب عضو مجلس النواب الأمريكي عن دائرة New York's 25th congressional district ‏ وقد انضم خلال فترته النيابية ‏ (6 يناير 2009 – 3 يناير 2011) للكتلة البرلمانية الحزب الديمقراطي وفي انتخابات مجلس النواب الأمريكي 2012، انتخب عضو مجلس النواب الأمريكي عن دائرة الدائرة الانتخابية الرابعة والعشرون لنيويورك ‏ وقد انضم خلال فترته النيابية (3 يناير 2013 – 3 يناير 2015) للكتلة البرلمانية الحزب الديمقراطي وانتخب عضو مجلس النواب الأمريكي (2009 – 2015).